# Liste des maires de Tarbes

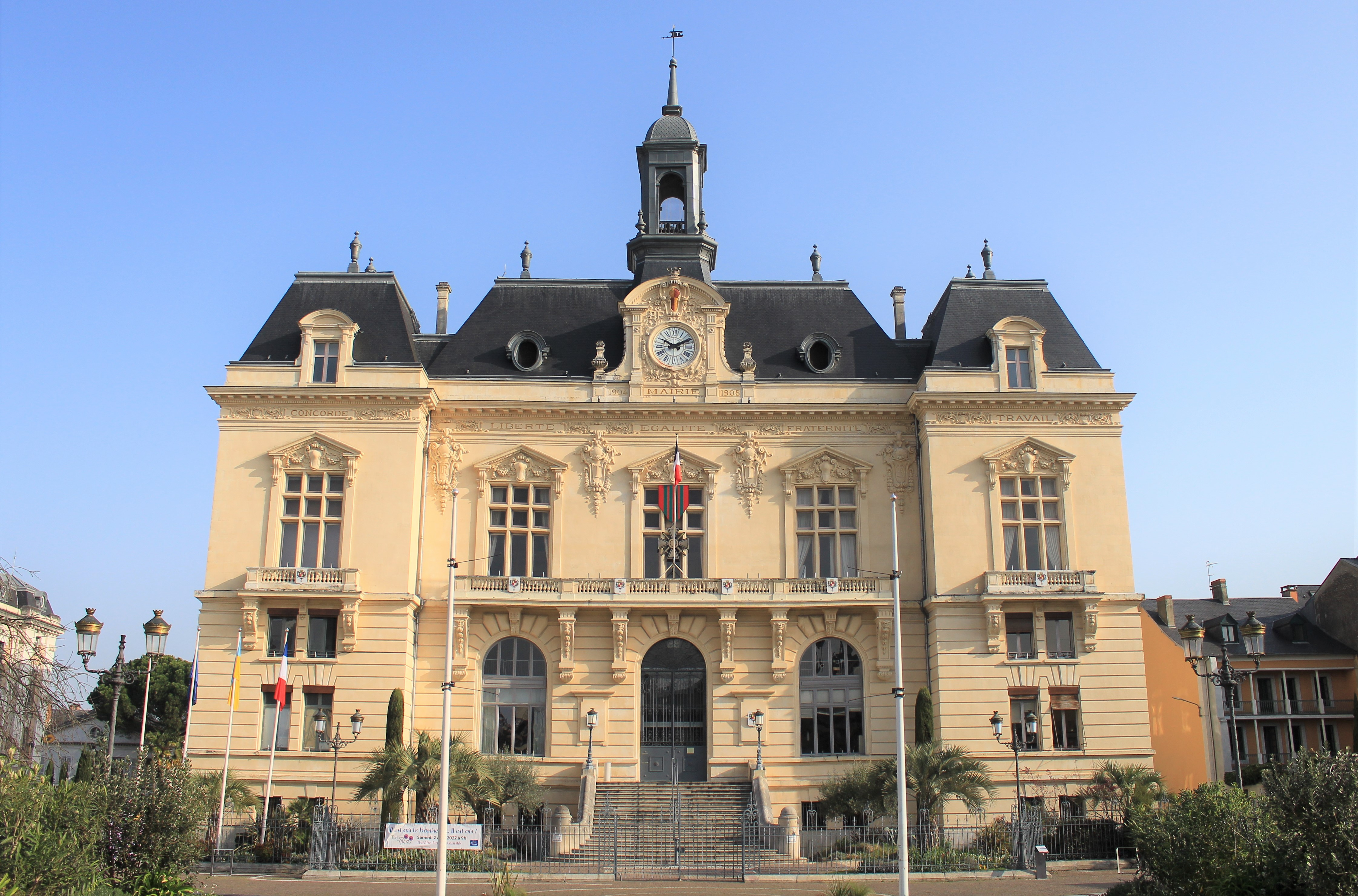
Hôtel de ville en 2022.

## Liste des maires
| Période                                  | Période           | Identité                           | Étiquette       | Qualité |
| ---------------------------------------- | ----------------- | ---------------------------------- | --------------- | --- |
| 1692                                     | [?]               | Alexis de Pujo de Hiis             |                 | |
| 1753                                     | 1780              | Jean-Auguste de Fornets d'Oroix    |                 | |
| 1780                                     | 1783              | Joseph de Salles de Hiis           |                 | |
| 1783                                     | 1785              | Jean de Castéran                   |                 | |
| 1785                                     | 1787              | Joseph Lafont de Mascaras          |                 | |
| 1787                                     | 1790              | Martial de Lacay                   |                 | |
| 1790                                     | 1791              | Pierre-Clair Fondeville de Labatut |                 | |
| 1791                                     | 1794              | Dominique Cazenave                 |                 | |
| 1794                                     | 1795              | Dominique Vergez                   |                 | |
| 1795                                     | 1796              | Dominique Cazenave                 |                 | |
| 1796                                     | 1799              | Jean-Antoine Francez               |                 | |
| 1799                                     | 1799              | Dominique Vergez                   |                 | |
| 1799                                     | 1808              | Jean-Marie Lapeyrère               |                 | |
| 1808                                     | 1813              | Pierre Bordenave                   |                 | |
| 1813                                     | 1814              | Isidore Jean Paul de Castelnau     |                 | Officier supérieur de cavalerie |
| 1814                                     | 1815              | Jean Daléas                        |                 | |
| 1815                                     | 1830              | M. de Gonnès                       |                 | |
| 1830                                     | 1848              | M.Ferré                            | Bonapartiste    | |
| 1848                                     | 1852              | Jean Bordes                        |                 | |
| août 1852                                | juin 1857         | Marie-Joseph Ferré                 | Bonapartiste    | Avocat et propriétaire Conseiller général du canton de Tarbes-Nord (1852 → 1867) |
| 1857                                     | 1857              | M.Lacay                            |                 | |
| 1857                                     | 1870              | Louis-Joseph Lagarde               |                 | |
| octobre 1870                             | mars 1871         | Émile Deville                      | Républicain     | Notaire Conseiller général du canton de Tarbes-Nord (1870 → 1871) |
| 1871                                     | 1875              | Marc Bouzigues                     |                 | |
| 1875                                     | 1877              | Antoine Brauhauban                 |                 | |
| 1877                                     | 1878              | M.Ducasse                          |                 | |
| 1879                                     | 1879              | M.Anselme Frogé                    |                 | |
| 1879                                     | 1881              | M.Molard                           |                 | |
| 1881                                     | 1882              | M.Darrieux                         |                 | |
| janvier 1882                             | mai 1882          | Vincent Lupau                      |                 | |
| mai 1882                                 | février 1883      | Charles de Fevelas                 |                 | |
| février 1883                             | avril 1883        | M. Théron                          |                 | Fait fonction de maire |
| avril 1883                               | mai 1888          | Vincent Lupau                      |                 | |
| mai 1888                                 | décembre 1891     | Jean Sainte-Marie                  |                 | |
| décembre 1891                            | mai 1892          | M. Adam                            |                 | Fait fonction de maire |
| mai 1892                                 | décembre 1894     | Vincent Lupau                      |                 | |
| décembre 1894                            | mai 1896          | Jean Sainte-Marie                  |                 | |
| mai 1896                                 | mai 1899          | François Adam                      |                 | |
| juillet 1899                             | mai 1900          | Léopold Dasque                     |                 | |
| mai 1900                                 | mai 1912          | Georges Magnoac                    | Rad.            | Entrepreneur de transports Conseiller général du canton de Tarbes-Sud (1902 → 1919) |
| mai 1912                                 | novembre 1933     | Alexandre Boué                     | Rad.            | Avocat Député des Hautes-Pyrénées (1919 → 1924 puis 1925 → 1928) Conseiller général du canton de Tarbes-Nord (1919 → 1937) |
| novembre 1933                            | mai 1935          | Jean Clarens                       | SFIO            | |
| mai 1935                                 | 1944              | Maurice Trélut                     | Modéré          | |
| octobre 1944                             | mars 1948         | Pierre Cohou                       | SE              | |
| mars 1948                                | mai 1953          | Pierre Bruzaud-Grille              | MRP             | Médecin |
| mai 1953                                 | juillet 1953      | Raymond Peyrès                     | PCF             | Ajusteur-outilleur |
| juillet 1953                             | mars 1959         | Marcel Billières                   | SFIO            | Directeur du centre hospitalier de Tarbes Conseiller général du canton de Tarbes-Nord (1958 → 1964) |
| mars 1959                                | mars 1977         | Paul Boyrie                        | RI              | |
| mars 1977                                | mars 1983 (décès) | Paul Chastellain                   | PCF             | Ancien ouvrier ajusteur à l'Arsenal Conseiller général du canton de Tarbes-Nord (1964 → 1973) Conseiller général du canton de Tarbes-3 (1973 → 1983)                                                                                         |
| mars 1983                                | mars 2001         | Raymond Erraçarret                 | PCF             | Instituteur Conseiller général du canton de Tarbes-1 (1979 → 1985) Conseiller général du canton de Tarbes-3 (1988 → 2001) |
| mars 2001                                | en cours          | Gérard Trémège                     | UDF puis UMP-LR | Dirigeant d'une société d'expertise comptable Conseiller régional de Midi-Pyrénées puis d'Occitanie (2004 → ) Président (2008 → 2014) puis vice-président du Grand Tarbes (2014 → 2017) Président de la CA Tarbes Lourdes Pyrénées (2017 → ) |
| Les données manquantes sont à compléter. |                   |                                    |                 | |

## Compléments